# Mimosa martindelcampoi
Mimosa martindelcampoi là một loài thực vật có hoa trong họ Đậu. Loài này được Medrano miêu tả khoa học đầu tiên.